# Valencijsko narječje
Valencijski jezik (katalanski: valencià), dijalekt katalonskog jezika koji je prema Statutu autonomije iz 1982. godine, uz španjolski službeni jezik u Valencijskoj Zajednici, španjolskoj autonomnoj zajednici smještenoj na istoku Pirenejskog poluotoka na obali Sredozmenog mora. Svi stanovnici ove autonomne zajednice imaju pravo upotrebljavati ga, i nitko ne smije biti diskriminiran na temelju toga. Regionalna vlada (La Generalitat Valenciana) jamči njegovu svakodnevnu i službenu uporabu (isto kao i ravnopravnog španjolskog jezika), kao što uživa njezinu posebnu zaštitu.
Prema anketama provedenim u srpnju 2005. (Služba za socijološka istraživanja i studije Generaliteta), oko 94% valencijskog stanovništva razumije valencijski, 78% ga čita i govori, te ga oko 50% piše.

## Vanjske poveznice
- Catalan-Valencian-Balear: A language of Spain